# Aleksandr Chinczyn

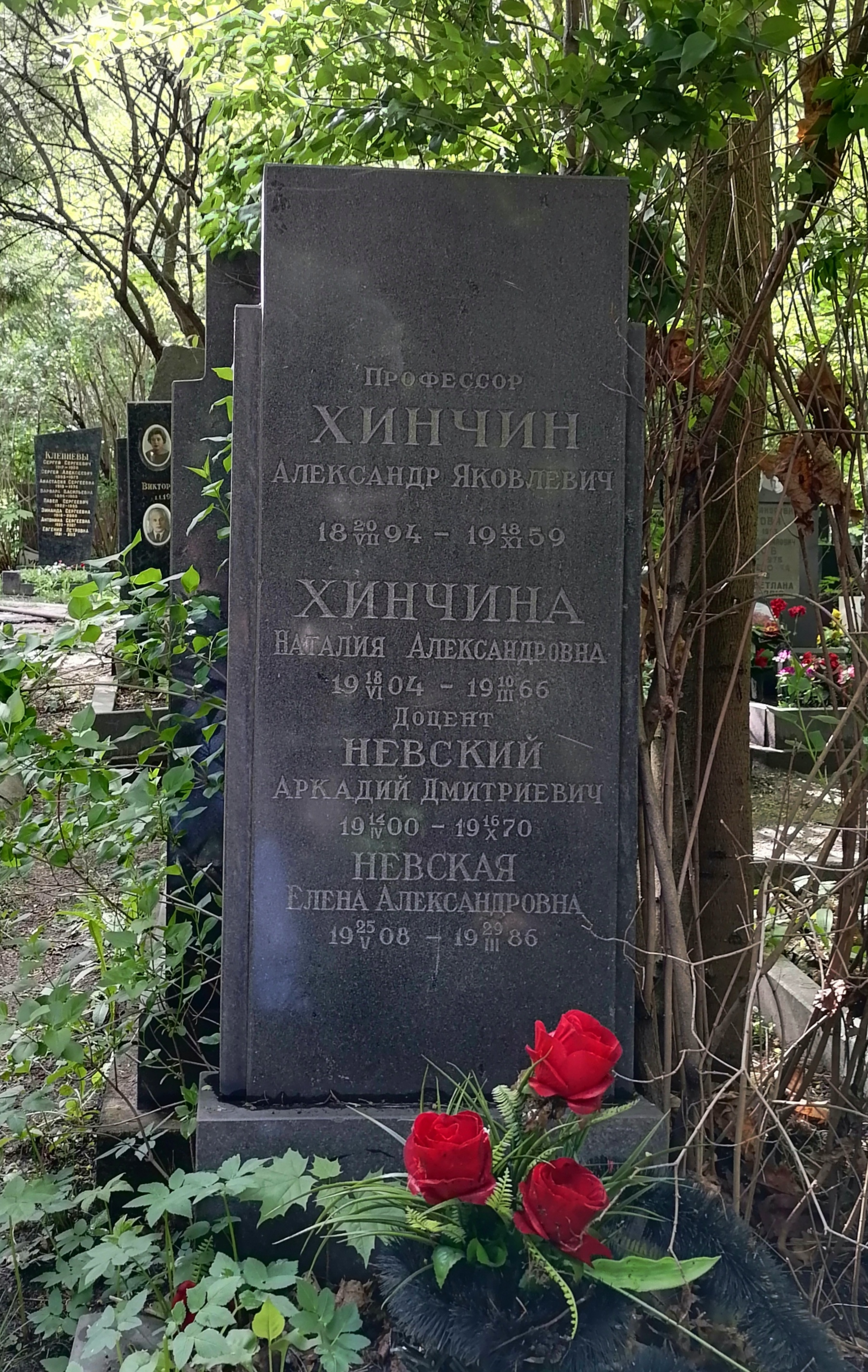
Grób Aleksandra Chinczyna na Cmentarzu Dońskim

Aleksandr Jakowlewicz Chinczyn, ros. Александр Яковлевич Хинчин (7 lipca?/19 lipca 1894 w Kondrowie w obwodzie kałuskim, zm. 18 listopada 1959 w Moskwie) – rosyjski matematyk, jeden z czołowych uczonych rosyjskiej szkoły rachunku prawdopodobieństwa.

## Życiorys
W roku 1916 ukończył studia na Uniwersytecie Łomonosowa w Moskwie, sześć lat później został wykładowcą tego uniwersytetu i pracował na nim aż do śmierci. Był jednym z pierwszych uczestników seminariów prowadzonych przez Nikołaja Łuzina.
Pierwsze prace Chinczyna dotyczyły analizy rzeczywistej, później zajmował się rachunkiem prawdopodobieństwa i teorią liczb. W roku 1924 odkrył prawo iterowanego logarytmu, uzyskał kilka postaci twierdzenia granicznego, zdefiniował pojęcie procesu stacjonarnego i zbudował podstawy teorii takich procesów.
Wniósł ważny wkład w teorię aproksymacji diofantycznej, uzyskał też ważne wyniki w teorii ułamków łańcuchowych – odkrył między innymi stałą Chinczyna.
Dalsze prace Chinczyna dotyczyły fizyki statystycznej, gdzie stosował metody rachunku prawdopodobieństwa, teorii informacji, teorii kolejek i analizy matematycznej.
W roku 1939 Chinczyn został członkiem korespondentem Akademia Nauk ZSRR. Nagrodzony został wieloma sowieckimi nagrodami: Nagrodą Państwową, Orderem Lenina i innymi.

## Odsyłacze zewnętrzne
- John J. O’Connor; Edmund F. Robertson: Aleksandr Chinczyn w MacTutor History of Mathematics archive (ang.)
- Strona Chinczyna w Mathematics Genealogy Project